# Мунье, Ролан
Рола́н Эми́ль Мунье́ (фр. Roland Émile Mousnier; 7 сентября 1907, Париж — 8 февраля 1993, Дравей, близ Парижа) — французский историк раннего современного периода во Франции, занимался сравнительными исследованиями различных цивилизаций. Профессор Сорбонны (1955—1977), член Академии моральных и политических наук (1977), членкор Британской академии (1971).

## Биография и творчество
Получил образование в Практической школе высших исследований. С 1932 по 1947 год работал школьным учителем в Руане и Париже. Во время Второй мировой войны был участником французского Сопротивления. После преподавал в Institut d'études politiques de Strasbourg (1947—1955) и в Сорбонне (1955—1977).
Будучи глубоко заинтересованным в социальной истории, Мунье отправился в Соединенные Штаты, чтобы изучать социологию и антропологию.
Один из немногих послевоенных французских историков, являвшихся противником школы «Анналов» и марксистских взглядов на историю. Как правый римский католик, Мунье вел известный спор с советским марксистским историком Борисом Поршневым — о том, были ли крестьянские восстания во Франции 17-го века отражением классовой борьбы или нет. Мунье отрицал, что в то время во Франции было много идей о классе. По мнению Мунье, социальные классы не являлись важным фактором во французском обществе до 18-го века, до прихода более ориентированной на рынок экономики.
Наиболее претендующим на известность тезисом Мунье было то, что ранняя современная Франция была «обществом порядков». По мнению Мунье, люди с 15-го по 18-й век гораздо более почитали честь, статус и социальный престиж, нежели богатство. Таким образом, общество было разделено по вертикали по социальным категориям, а не по классу по горизонтали.
Как отмечает проф. Ревекка Фрумкина, «Мунье, опираясь на нотариальные брачные контракты, показал, что положение той или иной группы лиц на социальной лестнице определялось не столько доходом, сколько престижем. Последний же зависел от социальных функций, которые общество в целом отводило данной социальной группе, а также от оценок других социальных агентов — например, от того, кто считается “ровней” с точки зрения возможных брачных уз».
Мунье всю свою жизнь изучал элиту французского общества. На его взгляд, разница между землевладельческим «дворянством шпаги» и бюрократическим «дворянством мантии» была важнее различия между дворянством и крестьянством. Одна из самых известных книг Мунье, «Убийство Генриха IV» («The Assassination of Henry IV»), исследовала мнения и почву под социальным контекстом в 1610 году во Франции, где католический фанатик по имени Франсуа Равальяк убил короля Генриха IV. Мунье пришел к выводу, что во Франции было множество «потенциальных равальяков», которые искали шанс убить короля.
В 1953 году появилась, как отмечает С. А. Нефёдов, капитальная работа Р. Мунье "XVI и XVII века. Прогресс европейской цивилизации и упадок Востока (1492-1715)". В ней Мунье указал на демографическую природу вековых тенденций, а характерной чертой работы Мунье, как указывает Нефёдов, является установление зависимости между экономическими и социальными процессами. Мунье показал, «как падение уровня жизни приводит к восстаниям, внутренним и внешним войнам - к так называемому "кризису XVII века". Главная мысль Мунье заключается в том, что спасителем от всех бед, принесенных кризисом, является абсолютная монархия». Абсолютизм изображается им «как носитель централизации, национального единства, народности, принципа эгалитарности, как единственный последовательный защитник общегосударственных интересов».
Мунье также опубликовал частные документы канцлера Сегье в 1964 году.
В 1969 году он выпустил книгу «Социальные иерархии» («Social Hierarchies»), в которой рассказывалось о том, как были организованы различные цивилизации, такие как Тибет, Китай, Германия, Россия и Франция.
Павел Юрьевич Уваров рассказывал: "Р. Мунье был хорошим преподавателем, был неприятнейшим человеком, но хорошим преподавателем. И он говорил: «Преподавателя вовсе не должны любить, задача преподавателя – научить, а вовсе не снискать любовь учеников»".
В 1934 году женился на Жанне Лекашер.

## Сочинения
- Fureurs paysannes. Les paysans dans les révoltes du XVIIe siècle (France, Russie, Chine). — Paris, 1967, 354 p.
- Убийство Генриха IV = L’Assassinat d’Henri IV. / [Пер. с фр. Некрасов М. Ю.] — Санкт-Петербург : Евразия, 2008. — 415 с. — (Klio) — ISBN 978-5-8071-0301-7